# Alar (Azerbaigian)
Alar è un comune dell'Azerbaigian situato nel distretto di Cəlilabad. Conta una popolazione di 6 702 abitanti.